# Oktober 1995
Dit artikel geeft een chronologisch overzicht van alle belangrijke gebeurtenissen per dag in de maand oktober van het jaar 1995.

## Gebeurtenissen

### 1 oktober
- Het Nederlands vrouwenvolleybalteam wint de Europese titel door Kroatië in de finale van het EK met 3-0 te verslaan.
- In Nice behaalt de Britse triatleet Simon Lessing de wereldtitel lange afstand. Bij de vrouwen gaat de zege naar de Nieuw-Zeelandse Jenny Rose.
- Moses Tanui (Kenia) en Valentina Jegorova (Rusland) winnen in de Franse stad Belfort de wereldtitel op de halve marathon.
- Bij de 18de editie van de WK judo in Chiba eindigt Nederland als vijfde in het medailleklassement, met twee gouden (Angelique Seriese en Monique van der Lee) en één zilveren medaille (Jenny Gal).

### 3 oktober
- O.J. Simpson wordt door de jury onschuldig bevonden aan dubbele moord.

### 5 oktober
- De Ierse dichter Seamus Heaney wint de Nobelprijs voor de Literatuur.

### 6 oktober
- Michel Mayor en Didier Queloz maken de ontdekking bekend van de exoplaneet 51 Pegasi b (officieus bekend als Bellerophon), de eerst ontdekte exoplaneet rond een hoofdreeksster.

### 9 oktober
- De Amtrak Sunset Limited ontspoort op een brug over een zijrivier van de Mississippi. De oorzaak waren verbogen sporen na een aanvaring van een binnenschip met de brug.

### 10 oktober
- Door een modernisering van het telefoonnetwerk bestaan alle Nederlandse telefoonnummers vanaf deze datum uit tien cijfers.

### 11 oktober
- De Nederlandse chemicus Paul Crutzen krijgt de Nobelprijs voor Scheikunde, samen met de Mexicaan Mario Molina en de Amerikaan F. Sherwood Roland, voor zijn onderzoek naar de aantasting van de ozonlaag.
- De Bosnische Serviërs en de Bosnische regering tekenen een staakt-het-vuren, dat diezelfde dag nog ingaat en naar plaatselijke maatstaven redelijk wordt nageleefd, voor heel Bosnië.
- Marc Overmars scoort drie keer voor het Nederlands voetbalelftal in de EK-kwalificatiewedstrijd in en tegen Malta (0-4). Het andere doelpunt komt op naam van Clarence Seedorf.

### 14 oktober
- De Britse natuurkundige Joseph Rotblat wint de Nobelprijs voor de Vrede. Een duidelijk signaal naar Frankrijk: Rotblat is voorzitter van de Pugwash-conferentie, een beweging van wetenschappers die al sinds 1957 de uitbanning van onder meer kernwapens propageert.

### 17 oktober
- Mislukte bomaanslag op de Arnhemse vestiging van Crédit Lyonnais.
- Oprichting van de Amerikaanse voetbalclubs Sporting Kansas City en Los Angeles Galaxy.

### 19 oktober
- Het doek valt voor secretaris-generaal van de NAVO, Willy Claes. Het Belgische parlement besluit zijn parlementaire onschendbaarheid op te heffen. Dit betekent dat de Belgische justitie, die het onderzoek naar zijn betrokkenheid bij de Agusta-affaire overigens nog niet heeft afgerond, hem in staat van beschuldiging kan stellen.

### 22 oktober
- Willy Claes neemt ontslag als secretaris-generaal van de NAVO als gevolg van de Agusta-Zaak in België.
- In de Salvadoraanse hoofdstad San Salvador begint de derde editie van de UNCAF Nations Cup, het voetbalkampioenschap van Midden-Amerika.

### 25 oktober
- In Den Haag ontstaat grote beroering over de gouden handdruk voor de Amsterdamse procureur-generaal Van Randwijck, het zoveelste slachtoffer van de IRT-affaire. Van Randwijck (58), die per 1 januari vertrekt, krijgt naast de doorbetaling tot zijn pensioen van zijn salaris (230.000 gulden per jaar) een bedrag van een half miljoen gulden. Verantwoordelijk minister Winnie Sorgdrager van Justitie wordt heftig bekritiseerd.

### 30 oktober
- Separatisten uit Quebec verliezen nipt een referendum voor onafhankelijkheid van Canada.

### 31 oktober
- Minister Winnie Sorgdrager van Justitie vraagt, zeer ongebruikelijk, het 'onvoorwaardelijk vertrouwen' van de voorzitters van de fracties van de regeringspartijen vanwege de IRT-affaire. Dat krijgt ze.
- De enclavegrenzen van Baarle-Hertog en Baarle-Nassau worden opgewaardeerd tot Rijksgrens.

<< · januari · februari · maart · april · mei · juni · juli · augustus · september · oktober · november · december · >>